# 塔斯卡卢萨县
塔斯卡盧薩县（英語：Tuscaloosa County）是美國阿拉巴馬州西部的一個縣。面積3,500平方公里（全州第二）。根據美國2000年人口普查，共有人口164,875人（全州第六）。縣治塔斯卡盧薩。
成立於1818年2月6日，以紀念代表喬克托人的一名酋長塔斯卡盧薩。